# Borda (bâtiment hydrographique)
Pour les articles homonymes, voir Borda.
Mis en service en 1988, le BH2C Borda (indicatif visuel A792) appartient à un type de quatre bâtiments hydrographiques classe Lapérouse. Basé à Brest, il navigue au profit du service Hydrographique et Océanographique de la Marine (Shom). Sa mission principale, l'entretien de la connaissance des fonds marins, consiste à effectuer des sondages bathymétriques ou des recherches d'épaves et d'obstructions nécessaires à la mise à jour des cartes marines. Il est également susceptible de mener des travaux hydrographiques de haute mer. Le navire est déployé sur les côtes françaises, ou à l'étranger, dans le cadre d'accord de coopération. Il dispose de deux vedettes hydrographiques pour réaliser des travaux par petits fonds.

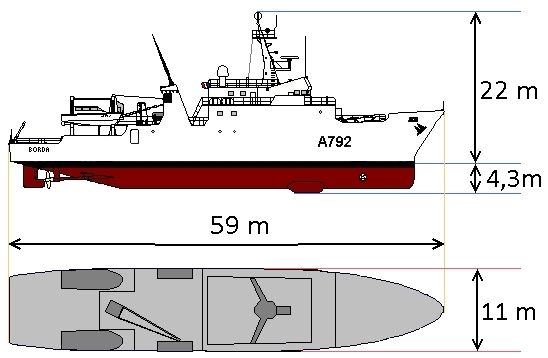
Dimensions principales du BH2 Borda

## Historique et actualité
Il a été construit par la Direction des Constructions Navales (DCN) à Lorient pour la Marine nationale française. Il est mis à disposition de la flotte du Service hydrographique et océanographique de la marine (SHOM). 
Sa ville marraine est Dax depuis le 5 mai 1989. Il s'agit de fait de la ville de naissance du Chevalier de Borda, savant remarquable à l'origine de progrès majeurs en sciences nautiques, dont le BH2C Borda tire son nom.

## Caractéristiques
Afin de pouvoir remplir sa mission, le BH2C Borda est doté :
- de senseurs :
  - 1 sondeur grands fonds
  - 1 sondeur multifaisceaux (SMF)
  - 1 sondeur latéral remorqué.
  - 1 sondeur de sédiments
  - 1 magnétomètre
  - 1 bathycélérimètre
- de moyens de localisation :
  - GPS cinématique
  - Centrale d'attitude
  - Radar Racal-Decca DRBN-38
  - GPS différentiel
- de logiciels d'acquisition et de traitement de données sur stations de travail
- d'une benne à prélèvements
- Drôme :
  - 2 vedettes hydrographiques, Phaéton et Macareux
  - 2 embarcations pneumatiques

## Liste des commandants
| Date de prise de commandement | Nom                                                       |
| ----------------------------- | --------------------------------------------------------- |
| 28 novembre 1987              | Lieutenant de vaisseau Olivier du Reau de la Gaignonnière |
| 25 août 1989                  | Lieutenant de vaisseau Jean Coadou                        |
| 4 mars 1991                   | Lieutenant de vaisseau François Boisson                   |
| 31 août 1992                  | Capitaine de corvette Franck Perrot                       |
| 4 mars 1994                   | Lieutenant de vaisseau François Vuylsteke                 |
| 24 mars 1994                  | Capitaine de corvette Philippe Leras                      |
| 29 mars 1996                  | Capitaine de corvette Marcel Laligue                      |
| 21 mars 1997                  | Lieutenant de vaisseau Pascal Verel                       |
| 23 mars 1998                  | Lieutenant de vaisseau Benoît Rouvière                    |
| 17 mars 1999                  | Capitaine de corvette Pierre Boucher                      |
| 28 mars 2000                  | Lieutenant de vaisseau Bruno Deverre                      |
| 20 avril 2001                 | Lieutenant de vaisseau Renaud Bondil                      |
| 24 juin 2002                  | Capitaine de corvette Stéphane Lamour de Caslou           |
| 25 juillet 2003               | Capitaine de corvette Emmanuel Guy                        |
| 9 juillet 2004                | Capitaine de corvette Philippe Alin                       |
| 21 juillet 2005               | Lieutenant de vaisseau Xavier Boreau                      |
| 20 juillet 2006               | Lieutenant de vaisseau Martin Prigent                     |
| 27 juillet 2007               | Lieutenant de vaisseau Samuel Allonsius                   |
| 18 juillet 2008               | Lieutenant de vaisseau Matthieu Camilleri                 |
| 23 juillet 2009               | Capitaine de corvette Franck Auffret                      |
| 20 juillet 2010               | Lieutenant de vaisseau Céline Tuccelli                    |
| 27 juillet 2011               | Lieutenant de vaisseau Arnaud Sibertin-Blanc              |
| 18 septembre 2012             | Lieutenant de vaisseau Antoine Delaveau                   |
| 25 juillet 2013               | Capitaine de corvette Olivier Poullain                    |
| 1er août 2014                 | Capitaine de corvette Matthieu Teisseire                  |
| 30 juillet 2015               | Lieutenant de vaisseau Romain Musard                      |
| 4 août 2016                   | Lieutenant de vaisseau Olivier Hermelin                   |
| 26 juillet 2017               | Lieutenant de vaisseau Pierre Alessio                     |

## Galerie

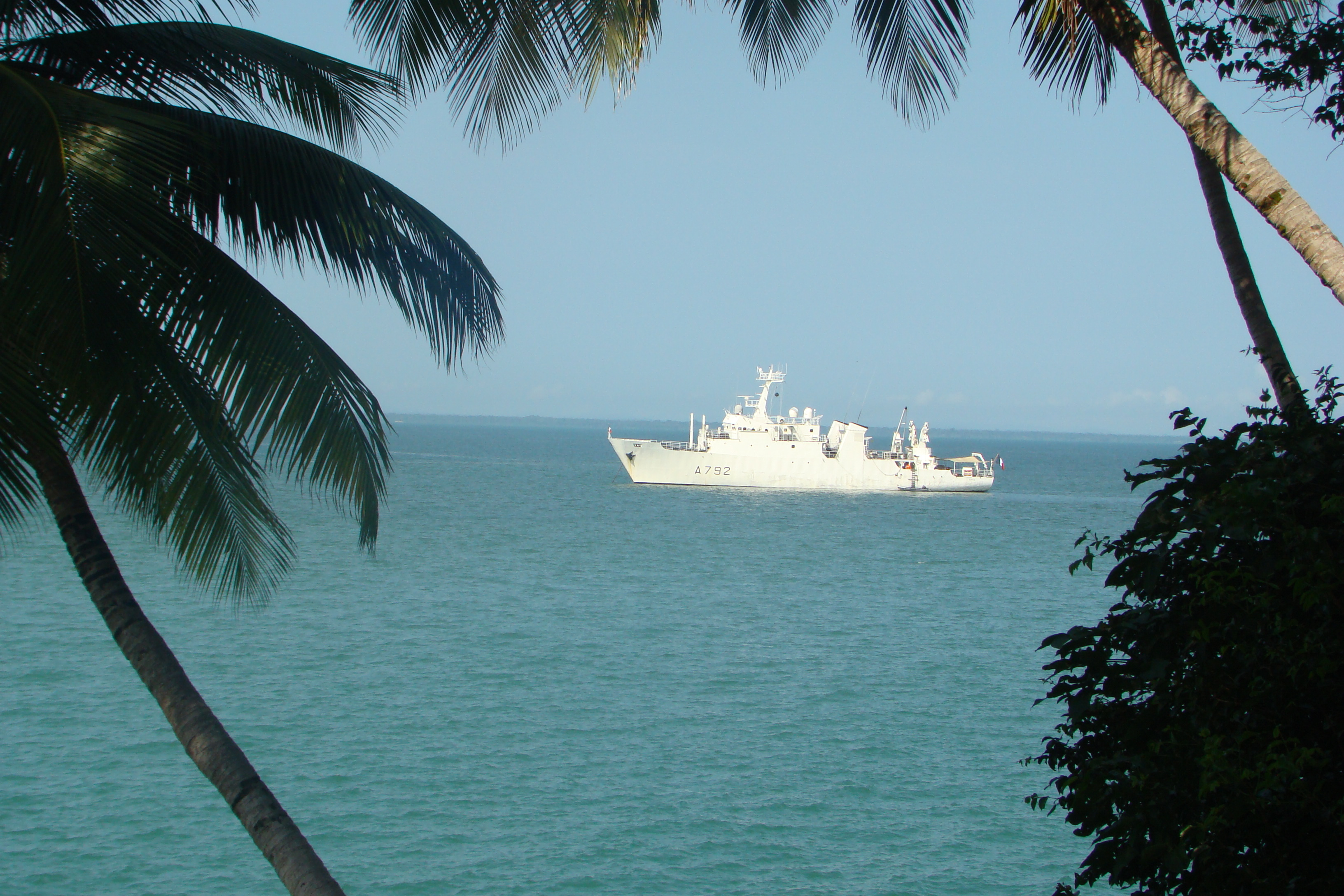
Le Borda en Guyane
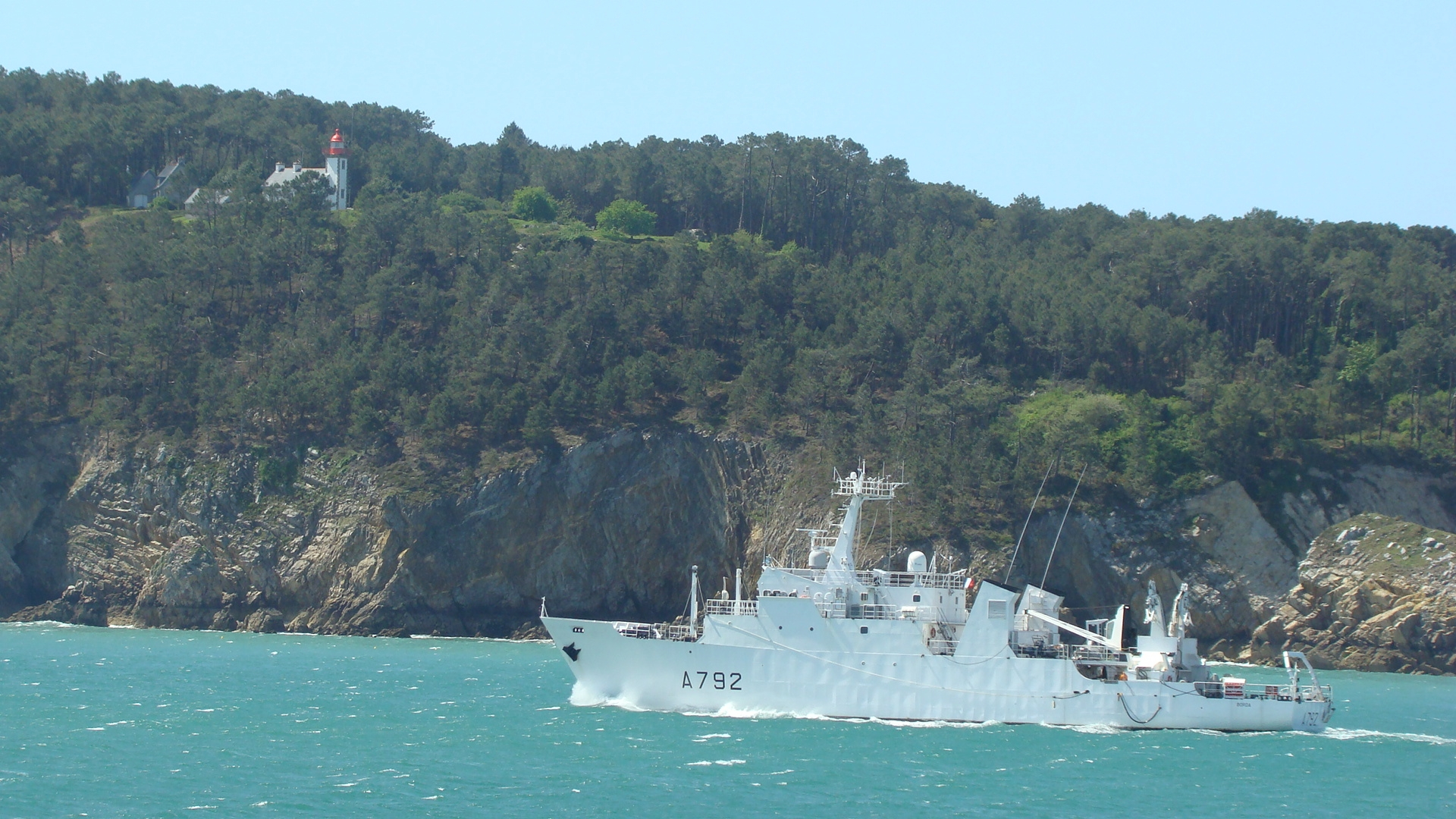
Le Borda en navigation devant Morgat en 2015 (1)
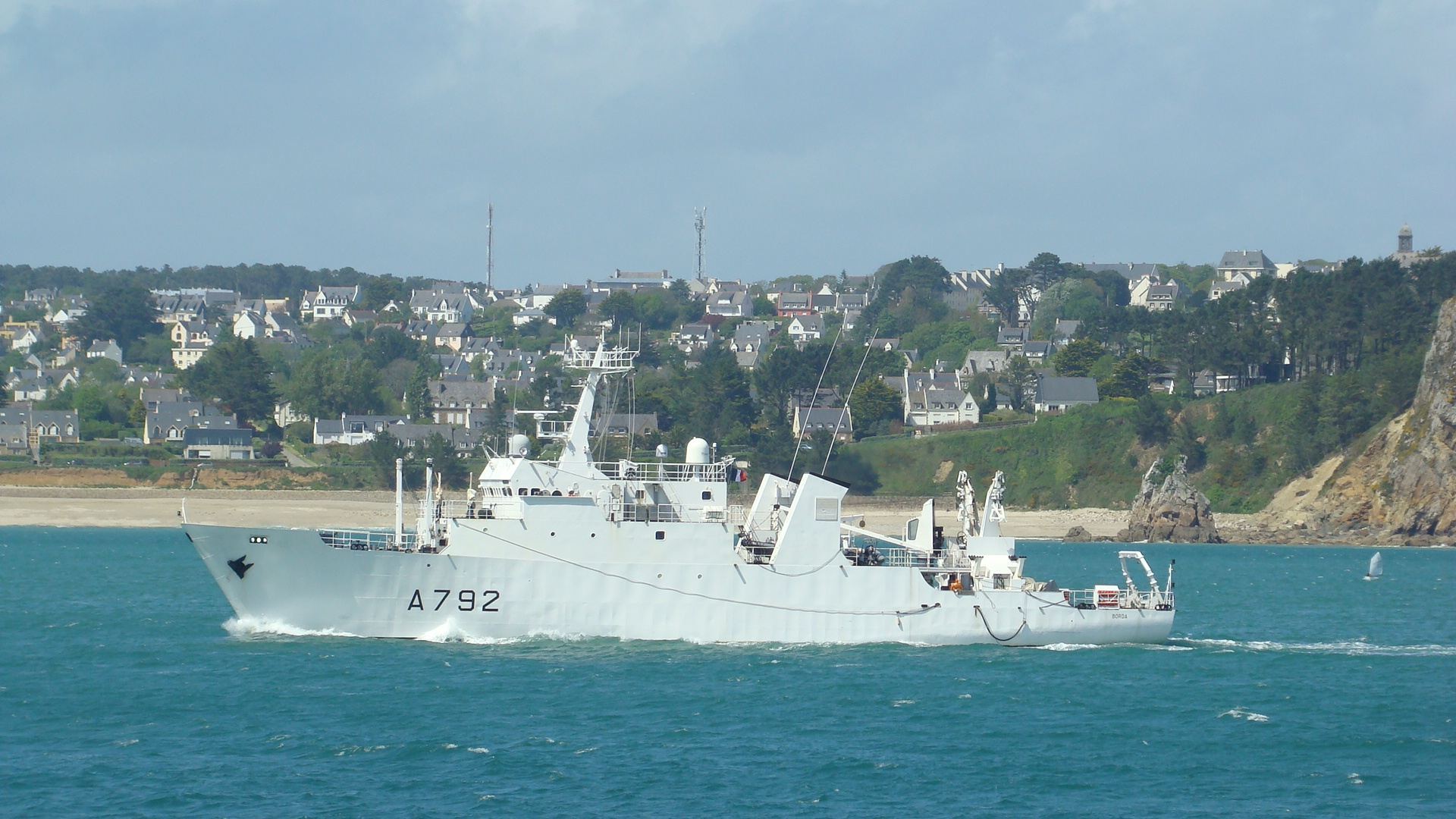
Le Borda en navigation devant Morgat en 2015 (2)